# Magonizm
Magonizm (hiszp. magonismo) – anarchokomunistyczna szkoła naukowa będąca prekursorem rewolucji meksykańskiej, oparta głównie na naukach Ricarda Floresa Magóna, jego dwóch braci i innych współpracowników gazety Regeneración (będącej organem prasowym anarchosyndykalistycznej, radykalistycznej i jakobinistycznej partii PLM założonej w 1905 roku, która w praktyce była bardziej ruchem niż partią) takich jak Práxedis Hurtado, Librado Rivera i Anselmo L. Figueroa. Magoniści dążyli do zniesienia władzy, a nie do jej sprawowania; ich celem była emancypacja i samorządność. Na magonizm wpływ mieli także europejscy anarchiści (tacy jak Michaił Bakunin i Pierre-Joseph Proudhon, Élisée Reclus, Charles Malato, Errico Malatesta, Anselmo Lorenzo, Emma Goldman, Fernando Tarrida del Mármol i Max Stirner), wcześniejsze ruchy liberalne w Meksyku oraz system samorządności rdzennych narodów Meksyku.
Dziedzictwem magonizmu są prawa socjalne spisane w meksykańskiej konstytucji z 1917 roku, a także protesty w Oaxaca w 2006 roku. W tym stanie wcześniej, bo od 21 listopada 1996 roku do 16 października 1997 roku, trwał ogłoszone przez organizacje rdzennych mieszkańców, organizacje libertariańskie i rady miejskie "Obywatelski Rok Ricardo Floresa Magóna".

## Powstanie magonistów w 1911
W 1911 wybuchła, będąca częścią rewolucji meksykańskiej, rebelia magonistów w północnej Kalifornii Dolnej, wskutek czego magoniści do czerwca kontrolowali Tijuanę i Mexicali, począwszy od wyzwolenia miasta Mexicali 29 stycznia 1911 roku. Powstańców pokonały siły lojalne Franciscowi Madero, przez którego wskazówki przywódcy magonistów zostali później aresztowani w USA. 
Powstanie nie osiągnęło zbyt wiele, ale spory wpływ na nie miało PLM. Przeciwnicy PLM przedstawiali ruch jako kontrolowany przez amerykańskie interesy, co najprawdopodobniej nie miało miejsce, ale znacząco zmniejszyło jego poparcie.